# Groutiella macrorrhyncha
Groutiella macrorrhyncha là một loài Rêu trong họ Orthotrichaceae. Loài này được (Mitt. ex Bosch & Sande Lac.) Wijk & Margad. mô tả khoa học đầu tiên năm 1960.